# سحلية دودية قصيرة
سحلية دودية قصيرة (الاسم العلمي: Amphisbaena brevis) هي نوع من الزواحف تتبع جنس السحلية الدودية من فصيلة السحالي الدودية.